# Reginaldo Monticelli
Reginaldo Monticelli (Roma, 10 aprile 1906 – 13 febbraio 1993) è stato un politico italiano.
Fu deputato dell'Assemblea Costituente per la Democrazia Cristiana subentrando a Francesco Ponticelli e venne poi eletto in Parlamento nella I legislatura della Repubblica Italiana, ricoprendo gli incarichi di segretario della Giunta delle elezioni e dell'VIII Commissione trasporti, comunicazioni, marina mercantile.
Dal 1951 al 1970 fu consigliere comunale a Grosseto durante i quattro mandati del sindaco Renato Pollini.